# Jan Kulczycki (pułkownik)
Jan Kulczycki (ur. 14 czerwca 1892 w Czerniowcach, zm. 9 marca 1940 w Paryżu) – pułkownik dyplomowany artylerii Wojska Polskiego, dwukrotny kawaler Orderu Virtuti Militari.

## Życiorys
Jan Kulczycki w 1911 ukończył szkołę realną w Czerniowcach i w latach 1911–1912 w 4 pułku artylerii wałowej odbył służbę jako jednoroczny ochotnik. Studiował przez rok na Politechnice Wiedeńskiej. Studia przerwała mu mobilizacja cesarskiej i królewskiej Armii, w której był chorążym rezerwy ze starszeństwem z dniem 1 stycznia 1913, a jego oddziałem macierzystym był 3 pułk artylerii fortecznej w Przemyślu. Po wybuchu I wojny światowej na froncie wschodnim objął dowództwo półbaterii w 6 baterii moździerzy 305 mm. 22 marca 1915, po kapitulacji Twierdzy Przemyśl, dostał się do niewoli rosyjskiej. Powrócił z niej w sierpniu 1917. Awansowany na porucznika art. ze starszeństwem z dniem 1 września 1915. Referent demobilizacyjny w kadrze 3 pułku artylerii ciężkiej z którego od 5 czerwca do 3 listopada 1918 był odkomenderowany do Wiednia na kurs automobilowy dla oficerów artylerii ciężkiej.
Od 4 listopada 1918 w Wojsku Polskim służył początkowo w Legii Oficerskiej w Krakowie, a następnie na froncie galicyjskim od 12 listopada 1918 do 24 stycznia 1919 był dowódcą pociągu pancernego „Odsiecz I”. Od 25 stycznia do 10 maja 1919 starszy oficer Autonaczelnictwa DOG Kraków i od 11 maja do 23 września 1919 referent automobilowy w sztabie Armii gen. Józefa Hallera. Od 24 września 1919 referent organizacyjny i jednocześnie zastępca szefa Sekcji Automobilowej Naczelnego Dowództwa Wojska Polskiego. Na tym stanowisku awansowany 1 grudnia 1919 roku do stopnia kapitana artylerii. W Fontainebleau ukończył kurs samochodowy dla artylerzystów, a od 10 maja 1921 pełnił obowiązki kierownika Wydziału I w Sekcji Wojsk Samochodowych Departamentu II Ministerstwa Spraw Wojskowych, a następnie od 15 lipca 1921 wojskowy komisarz samochodowy przy Oddziale IV Sztabu Generalnego.
3 maja 1922 został zweryfikowany w stopniu majora ze starszeństwem z dniem 1 czerwca 1919 i 13. lokatą w korpusie oficerów samochodowych. Od 1 października 1922 w Sekcji Samochodowej Departamentu VI Wojsk Technicznych MSWojsk. był kierownikiem referatu organizacyjno-mobilizacyjnego, a następnie 1 maja 1923 przydzielony został do Oddziału I Sztabu Generalnego. 2 listopada 1923 został przydzielony do macierzystego 1 dywizjonu samochodowego z jednoczesnym odkomenderowaniem na jednoroczny kurs doszkolenia w Wyższej Szkole Wojennej w Warszawie. W trakcie kursu został przeniesiony z korpusu oficerów samochodowych do korpusu oficerów artylerii i przydzielony ewidencyjnie do 6 pułku artylerii polowej.
15 października 1924, po ukończeniu kursu i otrzymaniu dyplomu naukowego oficera Sztabu Generalnego, został przydzielony do sztabu Dowództwa Okręgu Korpusu Nr V w Krakowie jako referent mobilizacyjny. 7 listopada 1924 został przydzielony do Inspektoratu Armii Nr IV w Krakowie na stanowisko III referenta. Od 16 października 1925 do 1 lutego 1926 był odkomenderowany do Oddziału IV Sztabu Generalnego i odbył w tym czasie kurs pilotażu w eskadrze treningowej przy Centralnych Zakładach Lotniczych. Po zakończeniu odkomenderowania powrócił do sztabu Inspektoratu Armii, a po jego likwidacji od 17 listopada 1926 ponownie w sztabie DOK V jako kierownik referatu PW i WF. Od 25 czerwca 1927 do 5 listopada 1928 w 7 pułku artylerii polowej odbył staż liniowy jako dowódca l dyonu i w tym samym czasie skończył kurs doskonalący dowódców dyonów w Szkole Strzelań Artylerii w Toruniu, po których został asystentem operacyjnej służby sztabów w Wyższej Szkole Wojennej. Od 27 kwietnia 1929 był w 15 pułku artylerii polowej w Bydgoszczy zastępcą dowódcy pułku. 24 grudnia 1929 awansował na stopień podpułkownika ze starszeństwem z dniem 1 stycznia 1930 roku i 6. lokatą w korpusie oficerów artylerii. Od 3 listopada 1934 dowódca 26 pułku artylerii lekkiej w Skierniewicach. Na stopień pułkownika został awansowany ze starszeństwem z dniem 19 marca 1937 i 3. lokatą w korpusie oficerów artylerii. W marcu 1939 przeprowadził mobilizację pułku. 21 czerwca 1939 został formalnie mianowany dowódcą artylerii dywizyjnej 26 Dywizji Piechoty.
W czasie kampanii wrześniowej dowodził artylerią dywizyjną 26 Dywizji Piechoty. Po kampanii wrześniowej 2 grudnia 1939 przez Węgry przedostał się do Francji, gdzie został dublerem dowódcy artylerii 2 Dywizji Piechoty. Zmarł w Paryżu 9 marca 1940.	

## Ordery i odznaczenia
- Krzyż Złoty Orderu Wojennego Virtuti Militari nr 17 (pośmiertnie)[17]
- Krzyż Srebrny Orderu Wojskowego Virtuti Militari nr 5754 (10 sierpnia 1922)[18]
- Krzyż Oficerski Orderu Odrodzenia Polski
- Krzyż Walecznych
- Złoty Krzyż Zasługi (19 marca 1936)[19]
- Krzyż Pamiątkowy Mobilizacji 1912–1913 (Austro-Węgry)